# 12 Змееносца
12 Змееносца (лат. 12 Ophiuchi) — переменная звезда, которая находится в созвездии Змееносец на расстоянии около 32 световых лет от нас. Звезда видна невооружённым глазом.

## Характеристики
12 Змееносца представляет собой оранжевый карлик главной последовательности и относится к переменным звёздам типа BY Дракона. Её переменность классифицируется как V2133, то есть переменность обусловлена сильной магнитной активностью хромосферы в сочетании с периодом вращения активных регионов (солнечные пятна), пересекающих зону наблюдения. Длительные наблюдения за объектом показали, что звезда имеет два периода активности: 4,0 и 17,4 года (для сравнения — Солнце имеет 11-летний период). Наличие тяжёлых элементов (тяжелее гелия) в звезде практически идентично солнечному. По массе, размеру и светимости она тоже напоминает наше светило. Относительно быстрое вращение звезды вокруг своей оси (21 день) даёт основание предположить, что она довольно молода по космическим меркам.

## Ближайшее окружение звезды
Следующие звёздные системы находятся на расстоянии в пределах 10 световых лет от 12 Змееносца:
| Звезда        | Спектральный класс | Расстояние, св. лет |
| GJ 1207       | M3.5 V             | 2,7                 |
| LP 625-34     | M V                | 5,0                 |
| Вольф 635     | K5 V               | 5,5                 |
| L 989-20 AB   | G-M3.5 V ?         | 6,1                 |
| Вольф 636     |                    | 6,4                 |
| HIP 84581     | ?                  | 6,5                 |
| BD+05 3409 A? | M1 V               | 8,8                 |
| BD+02 3312    | K7 V               | 9,3                 |